# Universidade de Carabobo
A Universidade de Carabobo (em castelhano:  Universidad de Carabobo ou UC) é uma das mais importantes instituições de ensino superior da Venezuela. Foi fundada em 1892, seu campus principal é a Ciudad Universitaria Bárbula, localizado  na cidade de Valencia, Carabobo, Venezuela.
A universidade oferece 51 cursos de graduação e 80 programas de pós-graduação nas atuais sete faculdades. Tem atualmente mais de 65.000 estudantes, concentrados principalmente na Região Central da Venezuela.
O campus principal Bárbula também chamado Ciudad Universitaria Bárbula, é a segundo maior da Venezuela, atrás apenas do campus UCV da Universidade de Caracas. Além disso, a Universidade de Carabobo tem um núcleos em Maracay (Aragua) em San Carlos e em breve um novo núcleo será construído na freguesia Miguel Peña sul de Valência.

## Faculdades
- Faculdade de Direito e Ciências Políticas (FCJP)
- Faculdade de Ciências da Saúde. (FCS).
- Faculdade de Engenharia (Página Oficial).
- Faculdade de Ciências Econômicas e Sociais (FACES).
- Faculdade de Ciências da Educação (FACE).
- Faculdade de Odontologia (Página Oficial).
- Faculdade Experimental de Ciências e Tecnologia (Página Oficial)

- Este artigo foi inicialmente traduzido, total ou parcialmente, do artigo da Wikipédia em castelhano cujo título é «Universidad de Carabobo», especificamente desta versão.

1. ↑  «Historia» (em espanhol). Universidad de Carabobo. Consultado em 4 de janeiro de 2015